# HD 17156
HD 17156 è stella bianco-gialla, collocata nella costellazione di Cassiopea a circa 240 anni luce di distanza dal Sole. Avendo magnitudine apparente di 8,17, non è visibile ad occhio nudo ma si può osservare facilmente con un binocolo.
La stella è più grande e massiva del Sole, di circa il 28%, e il suo raggio è una volta e mezzo superiore. Ha magnitudine assoluta di 3,70 e appartiene alla classe spettrale G0 (più calda e luminosa del Sole), o a seconda delle fonti F8IV. Attorno alla stella orbitano un pianeta, HD 17156 b.

## Sistema planetario
HD 17156 b è stato il primo pianeta scoperto (nel 2007) nella costellazione di Cassiopea mediante l'uso della spettroscopia Doppler. Nel 2008 era stato individuato un altro pianeta HD 17156 c a 0,48 UA di distanza dalla stella, ma la sua scoperta non venne mai confermata e non è più comparso nei database dei pianeti extrasolari come il NASA exoplanet archive e l'Enciclopedia dei pianeti extrasolari.
| Pianeta | Tipo            | Massa            | Periodo orb.                  | Sem. maggiore | Eccentricità    |
| ------- | --------------- | ---------------- | ----------------------------- | ------------- | --------------- |
| b       | Gigante gassoso | 3.191 ± 0.033 MJ | 21.2163979 ± 0.0000159 giorni | 0.16243 UA    | 0.6768 ± 0.0034 |